# Autovía C-15
La autovía  C-15   o Eje Diagonal es una autovía autonómica catalana, en España, que une Villanueva y Geltrú y Villafranca del Panadés. Con una longitud de 13 km, empieza en la rotonda de la circulación  C-31 , en Villanueva y Geltrú y finaliza en Villafranca del Panadés con la conexión de la autopista  AP-7 .
Con la final de la autovía en Villafranca del Panadés le sigue la carretera  C-15  hasta Igualada terminado en la conexión con la carretera  C-37  y la autovía  A-2 .
Antiguamente, el tramo de la autovía, era la carretera de única calzada que enlazaba entre Villanueva y Geltrú y la autopista de peaje  C-32 , fue inaugurado en enero de 1992, forma parte del ramal con la autopista de peaje  C-32 .
Las obras iniciaron en febrero de 2010 con la inversión de unos 368,4 millones de euros y la longitud de la autovía son 13 kilómetros. Fue inaugurado el 2 de diciembre de 2011.

## Tramos
| Denominación | Tramo | km      | Año servicio |
| ------------ | --- | ------- | ------------ |
| C-15         | Villanueva y Geltrú - Canyellas Tramo original (primera calzada): Villanueva y Geltrú - Enlace C-32 Tramo en autovía: Villanueva y Geltrú - Canyellas | 2,2 7,3 | 1992 2011    |
| C-15         | Canyellas - Villafranca del Panadés | 5,7     | 2011         |